# Ceratina
El género de abejas Ceratina es cosmopolita, es el único género de la tribu Ceratinini. Son parientes cercanos de los abejorros carpinteros Xylocopa dentro de la familia Apidae. Hacen sus nidos en madera podrida, tallos huecos o agujeros similares. La mayoría son solitarias pero algunas alcanzan un nivel moderado de socialidad (subsociales) donde varias madres cuidan juntas a sus larvas. A veces las hermanas o madres e hijas forman colonias con un bajo nivel de socialidad, donde algunas buscan alimento y otras quedan en el nido cuidando las larvas.
Las abejas Ceratina son generalmente oscuras y brillantes con un poco de reflejo metálico, con pelambre relativamente escasa comparada con la de otras abejas y con una canasta para el polen (escopa) más bien rudimentaria en las patas posteriores. La mayoría de las especies tienen marcas blancas o amarillentas en la cara, y a veces también en el cuerpo. A veces se las confunde con las abejas de la familia Halictidae debido a su pequeño tamaño y brillo metálico. Sin embargo, las piezas bucales son muy diferentes.
Algunas especies tienen el rasgo poco común de ser partenogenéticas, no necesitan machos.

## Taxonomía
De acuerdo con el Sistema Integrado de Información Taxonómica, incluye las siguientes especies:
- Ceratina abdominalis H. S. Smith, 1907
- Ceratina acantha Provancher, 1895
- Ceratina accusator Cockerell, 1919
- Ceratina acuta Friese, 1896
- Ceratina aeneiceps Friese, 1917
- Ceratina aenescens Friese, 1917
- Ceratina aereola Vachal, 1903
- Ceratina ahngeri Kokujev, 1905
- Ceratina alberti Cockerell, 1937
- Ceratina albopicta Cockerell, 1937
- Ceratina albosticta Cockerell, 1931
- Ceratina alexandrae Baker, 2002
- Ceratina aliceae Cockerell, 1937
- Ceratina allodapoides Strand, 1912
- Ceratina aloes Cockerell, 1932
- Ceratina apacheorum Daly, 1973
- Ceratina arabiae (Daly, 1983)
- Ceratina arizonensis Cockerell, 1898
- Ceratina armata Smith, 1854
- Ceratina aspera Schrottky, 1902
- Ceratina asunciana Strand, 1910
- Ceratina asuncionis Strand, 1910
- Ceratina atopura Cockerell, 1937
- Ceratina atra Friese, 1917
- Ceratina atrata H. S. Smith, 1907
- Ceratina augochloroides Ducke, 1911
- Ceratina auriviridis H. S. Smith, 1907
- Ceratina australensis (Perkins, 1912)
- Ceratina azteca Cresson, 1878
- Ceratina azurea Benoist, 1955
- Ceratina bakeri H. S. Smith, 1907
- Ceratina ballotae Eardley & Daly, 2007
- Ceratina barbarae Eardley & Daly, 2007
- Ceratina beata Cameron, 1897
- Ceratina belizensis Baker, 1907
- Ceratina benguetensis Cockerell, 1916
- Ceratina bhawani Bingham, 1908
- Ceratina bicolorata Smith, 1879
- Ceratina bicuneata Cockerell, 1918
- Ceratina biguttulata (Moure, 1941)
- Ceratina bilobata Cockerell, 1937
- Ceratina binghami Cockerell, 1908
- Ceratina bipes Cockerell, 1920
- Ceratina bispinosa Handlirsch, 1889
- Ceratina boninensis Yasumatsu, 1955
- Ceratina bowringi Baker, 2002
- Ceratina braunsi Eardley & Daly, 2007
- Ceratina braunsiana Friese, 1905
- Ceratina breviceps Michener, 1954
- Ceratina bryanti Cockerell, 1919
- Ceratina buscki Cockerell, 1919
- Ceratina calcarata Robertson, 1900
- Ceratina callosa (Fabricius, 1794)
- Ceratina canarensis Cockerell, 1919
- Ceratina capitosa Smith, 1879
- Ceratina carinifrons Baker, 2002
- Ceratina catamarcensis Schrottky, 1907
- Ceratina chalcea Spinola, 1841
- Ceratina chalcites Germar, 1839
- Ceratina chalybea Chevrier, 1872
- Ceratina chinensis (Wu, 1963)
- Ceratina chloris (Fabricius, 1804)
- Ceratina christellae Terzo, 1998
- Ceratina chrysocephala Cockerell, 1912
- Ceratina chrysomalla Gerstäcker, 1869
- Ceratina citrinifrons Cockerell, 1937
- Ceratina citriphila Cockerell, 1935
- Ceratina cladura Cockerell, 1919
- Ceratina claripennis Friese, 1917
- Ceratina cobaltina Cresson, 1878
- Ceratina cockerelli H. S. Smith, 1907
- Ceratina cognata Smith, 1879
- Ceratina collusor Cockerell, 1919
- Ceratina combinata Friese, 1910
- Ceratina compacta Smith, 1879
- Ceratina congoensis Meunier, 1890
- Ceratina coptica Baker, 2002
- Ceratina corinna Nurse, 1904
- Ceratina correntina Schrottky, 1907
- Ceratina cosmiocephala Cameron, 1908
- Ceratina crassiceps Friese, 1925
- Ceratina crewi Cockerell, 1903
- Ceratina cucurbitina (Rossi, 1792)
- Ceratina cupreiventris Smith, 1879
- Ceratina cuprifrons Strand, 1910
- Ceratina cyanea (Kirby, 1802)
- Ceratina cyanicollis Schrottky, 1902
- Ceratina cyaniventris Cresson, 1865
- Ceratina cyanura Cockerell, 1918
- Ceratina cypriaca Mavromoustakis, 1954
- Ceratina dallatorreana Friese, 1896
- Ceratina dalyi Terzo, 1998
- Ceratina daressalamica Strand, 1912
- Ceratina darwini Friese, 1910
- Ceratina demotica Baker, 2002
- Ceratina denesi Terzo, 1998
- Ceratina dentipes Friese, 1914
- Ceratina dentiventris Gerstäcker, 1869
- Ceratina diligens Smith, 1879
- Ceratina diloloensis Cockerell, 1932
- Ceratina dimidiata Friese, 1910
- Ceratina diodonta H. S. Smith, 1907
- Ceratina duckei Friese, 1910
- Ceratina dupla Say, 1837
- Ceratina eburneopicta Cockerell, 1911
- Ceratina ecuadoria Friese, 1917
- Ceratina egeria Nurse, 1904
- Ceratina electron Cockerell, 1937
- Ceratina elisabethae Cockerell, 1937
- Ceratina emeiensis Wu, 2000
- Ceratina emigrata Cockerell, 1924
- Ceratina ericia Vachal, 1903
- Ceratina esakii Yasumatsu & Hirashima, 1969
- Ceratina excavata Cockerell, 1937
- Ceratina eximia Smith, 1862
- Ceratina fastigiata Fox, 1896
- Ceratina ferghanica Morawitz, 1875
- Ceratina flavipes Smith, 1879
- Ceratina flavolateralis Cockerell, 1916
- Ceratina flavopicta Smith, 1858
- Ceratina flavovaria Gussakovsky, 1933
- Ceratina foveifera Strand, 1912
- Ceratina fuliginosa Cockerell, 1916
- Ceratina fulvitarsis Friese, 1925
- Ceratina fulvofasciata Ducke, 1908
- Ceratina fumipennis Friese, 1917
- Ceratina glossata Michener, 1954
- Ceratina gnoma Eardley & Daly, 2007
- Ceratina gomphrenae Schrottky, 1909
- Ceratina gossypii Schrottky, 1907
- Ceratina gravidula Gerstäcker, 1869
- Ceratina guarnacciana Genaro, 1998
- Ceratina guineae Strand, 1912
- Ceratina hakkarica Kocourek, 1998
- Ceratina haladai Terzo & Rasmont, 2004
- Ceratina hexae Eardley & Daly, 2007
- Ceratina hieratica Baker, 2002
- Ceratina hieroglyphica Smith, 1854
- Ceratina huberi Friese, 1910
- Ceratina humilior Cockerell, 1916
- Ceratina hurdi Daly, 1973
- Ceratina ignara Cresson, 1878
- Ceratina immaculata Friese, 1910
- Ceratina incognita Bingham, 1898
- Ceratina indica (Hirashima, 1969)
- Ceratina inermis Friese, 1905
- Ceratina ino Nurse, 1904
- Ceratina interrupta Alfken, 1926
- Ceratina itzarum Cockerell, 1931
- Ceratina iwatai Yasumatsu, 1936
- Ceratina jacobsoni van der Vecht, 1952
- Ceratina japonica Cockerell, 1911
- Ceratina jejuensis {{small|S.]] Lee, 2005
- Ceratina kosemponis Strand, 1913
- Ceratina kraussi Michener, 1954
- Ceratina labrosa Friese, 1905
- Ceratina laevifrons Morawitz, 1895
- Ceratina laeviuscula Wu, 1963
- Ceratina langenburgiae Strand, 1912
- Ceratina langi Cockerell, 1934
- Ceratina lativentris Friese, 1905
- Ceratina lehmanni Friese, 1910
- Ceratina liberica Cockerell, 1937
- Ceratina lieftincki van der Vecht, 1952
- Ceratina liliputana Cockerell, 1932
- Ceratina lineola Vachal, 1903
- Ceratina litoraria van der Vecht, 1952
- Ceratina loa Strand, 1912
- Ceratina loewi Gerstäcker, 1869
- Ceratina longiceps Smith, 1879
- Ceratina loquata Nurse, 1902
- Ceratina lucidula Smith, 1854
- Ceratina lucifera Cockerell, 1934
- Ceratina ludwigsi Strand, 1914
- Ceratina lunata Friese, 1905
- Ceratina maai Shiokawa & Hirashima, 1982
- Ceratina macrocephala Friese, 1911
- Ceratina maculifrons Smith, 1854
- Ceratina madecassa Friese, 1900
- Ceratina maghrebensis Daly, 1983
- Ceratina malindiae (Daly, 1988)
- Ceratina mandibularis Friese, 1896
- Ceratina manni Cockerell, 1912
- Ceratina marginata Baker, 1907
- Ceratina mariannensis Yasumatsu, 1939
- Ceratina mauritanica Lepeletier, 1841
- Ceratina megastigmata Yasumatsu & Hirashima, 1969
- Ceratina melanochroa (Moure, 1941)
- Ceratina melanoptera Cockerell, 1924
- Ceratina metaria Cockerell, 1920
- Ceratina mexicana Cresson, 1878
- Ceratina micheneri Daly, 1973
- Ceratina minima Friese, 1909
- Ceratina minuta Friese, 1905
- Ceratina mocsaryi Friese, 1896
- Ceratina moderata Cameron, 1897
- Ceratina moerenhouti Vachal, 1903
- Ceratina montana Holmberg, 1886
- Ceratina morawitzi Sickmann, 1894
- Ceratina moricei Friese, 1899
- Ceratina morrensis Strand, 1910
- Ceratina muelleri Friese, 1910
- Ceratina muscatella Nurse, 1902
- Ceratina namibensis Eardley & Daly, 2007
- Ceratina nanula Cockerell, 1897
- Ceratina nasalis Friese, 1905
- Ceratina nasiinsignita Strand, 1912
- Ceratina nativitatis Cockerell, 1937
- Ceratina nautlana Cockerell, 1897
- Ceratina neocallosa Daly, 1983
- Ceratina neomexicana Cockerell, 1901
- Ceratina nigerrima Friese, 1909
- Ceratina nigra Handlirsch, 1889
- Ceratina nigriceps Friese, 1905
- Ceratina nigrita Ashmead, 1900
- Ceratina nigritula Michener, 1954
- Ceratina nigriventris Friese, 1917
- Ceratina nigroaenea Gerstäcker, 1869
- Ceratina nigrolabiata Friese, 1896
- Ceratina nigrolateralis Cockerell, 1916
- Ceratina nilotica Cockerell, 1937
- Ceratina nitidella Cockerell, 1937
- Ceratina nyassensis Strand, 1912
- Ceratina obtusicauda Cockerell, 1919
- Ceratina okinawana Matsumura & Uchida, 1926
- Ceratina opaca Friese, 1905
- Ceratina oxalidis Schrottky, 1907
- Ceratina pacifica H. S. Smith, 1907
- Ceratina pacis Cockerell, 1937
- Ceratina palauensis Yasumatsu, 1939
- Ceratina papuana van der Vecht, 1952
- Ceratina paraguayensis Schrottky, 1907
- Ceratina parignara Cockerell, 1931
- Ceratina parvula Smith, 1854
- Ceratina paulyi (Daly, 1988)
- Ceratina pembana Cockerell, 1935
- Ceratina penicillata Friese, 1905
- Ceratina penicilligera Strand, 1912
- Ceratina perforatrix Smith, 1879
- Ceratina perpolita Cockerell, 1937
- Ceratina personata Friese, 1905
- Ceratina picta Smith, 1854
- Ceratina pictifrons Smith, 1861
- Ceratina piracicabana Schrottky, 1911
- Ceratina placida Smith, 1862
- Ceratina polita Friese, 1902
- Ceratina politifrons Cockerell, 1937
- Ceratina popovi Wu, 1963
- Ceratina propinqua Cameron, 1897
- Ceratina pubescens Smith, 1879
- Ceratina pulchripes Shiokawa, 2002
- Ceratina punctigena van der Vecht, 1952
- Ceratina punctigena Cockerell, 1916
- Ceratina punctiventris Friese, 1910
- Ceratina punctulata Spinola, 1841
- Ceratina quadripunctata Wu, 2000
- Ceratina quinquemaculata Cockerell, 1912
- Ceratina rasmonti Terzo, 1998
- Ceratina rectangulifera Schwarz & Michener, 1954
- Ceratina regalis Cockerell, 1912
- Ceratina rhodura Cockerell, 1937
- Ceratina richardsoniae Schrottky, 1909
- Ceratina ridleyi Cockerell, 1910
- Ceratina roseoviridis Cockerell, 1937
- Ceratina rossi (Daly, 1988)
- Ceratina rothschildiana Vachal, 1909
- Ceratina rotundiceps Smith, 1879
- Ceratina rufigastra Cockerell, 1937
- Ceratina rufipes (Hirashima, 1969)
- Ceratina rufipes Smith, 1879
- Ceratina rugifrons Smith, 1879
- Ceratina rugosissima Cockerell, 1932
- Ceratina rupestris Holmberg, 1884
- Ceratina ruwenzorica Cockerell, 1937
- Ceratina sakagamii Terzo, 1998
- Ceratina samburuensis Cockerell, 1910
- Ceratina satoi Yasumatsu, 1936
- Ceratina saundersi Daly, 1983
- Ceratina sauteri Strand, 1913
- Ceratina schwarzi Kocourek, 1998
- Ceratina schwarziana Terzo, 1998
- Ceratina sclerops Schrottky, 1907
- Ceratina sculpturata Smith, 1858
- Ceratina senegalensis Strand, 1912
- Ceratina sequoiae Michener, 1936
- Ceratina sericea Friese, 1910
- Ceratina shinnersi Daly, 1973
- Ceratina simillima Smith, 1854
- Ceratina smaragdula (Fabricius, 1787)
- Ceratina speculifrons Cockerell, 1920
- Ceratina speculina Cockerell, 1937
- Ceratina spilota Cockerell, 1932
- Ceratina stilbonota Moure, 1941
- Ceratina strenua Smith, 1879
- Ceratina stuckenbergi Eardley & Daly, 2007
- Ceratina subquadrata Smith, 1854
- Ceratina subscintilla Cockerell, 1937
- Ceratina tabescens Cockerell, 1912
- Ceratina taborae Strand, 1912
- Ceratina takasagona Shiokawa & Hirashima, 1982
- Ceratina tanganyicensis Strand, 1911
- Ceratina tantilla (Moure, 1941)
- Ceratina tarsata Morawitz, 1872
- Ceratina tehuacana Strand, 1919
- Ceratina tejonensis Cresson, 1864
- Ceratina tenkeana Cockerell, 1937
- Ceratina teunisseni Terzo & Rasmont, 1997
- Ceratina texana Daly, 1973
- Ceratina tibialis Morawitz, 1895
- Ceratina timberlakei Daly, 1973
- Ceratina titusi Cockerell, 1903
- Ceratina triangulifera Cockerell, 1914
- Ceratina tricolor Michener, 1954
- Ceratina trimaculata Friese, 1917
- Ceratina tropica Crawford, 1910
- Ceratina tropidura Moure, 1941
- Ceratina truncata Friese, 1905
- Ceratina turgida (Moure, 1941)
- Ceratina unicolor Friese, 1911
- Ceratina unimaculata Smith, 1879
- Ceratina vechti (Baker, 1997)
- Ceratina verhoeffi Terzo & Rasmont, 1997
- Ceratina vernoniae Schrottky, 1920
- Ceratina virescens Friese, 1910
- Ceratina viridicincta Cockerell, 1931
- Ceratina viridifrons Cockerell, 1934
- Ceratina viridis Guérin-Méneville, 1844
- Ceratina wagneri Friese, 1910
- Ceratina waini (Shiokawa & Sakagami, 1969)
- Ceratina warnckei Terzo, 1998
- Ceratina whiteheadi Eardley & Daly, 2007
- Ceratina xanthocera (Moure, 1941)
- Ceratina xanthostoma Cockerell, 1912
- Ceratina yasumatsui Hirashima, 1971
- Ceratina yucatanica Cockerell, 1931
- Ceratina zandeni Terzo, 1998
- Ceratina zebra Friese, 1921
- Ceratina zeteki Cockerell, 1934
- Ceratina zwakhalsi Terzo & Rasmont, 1997

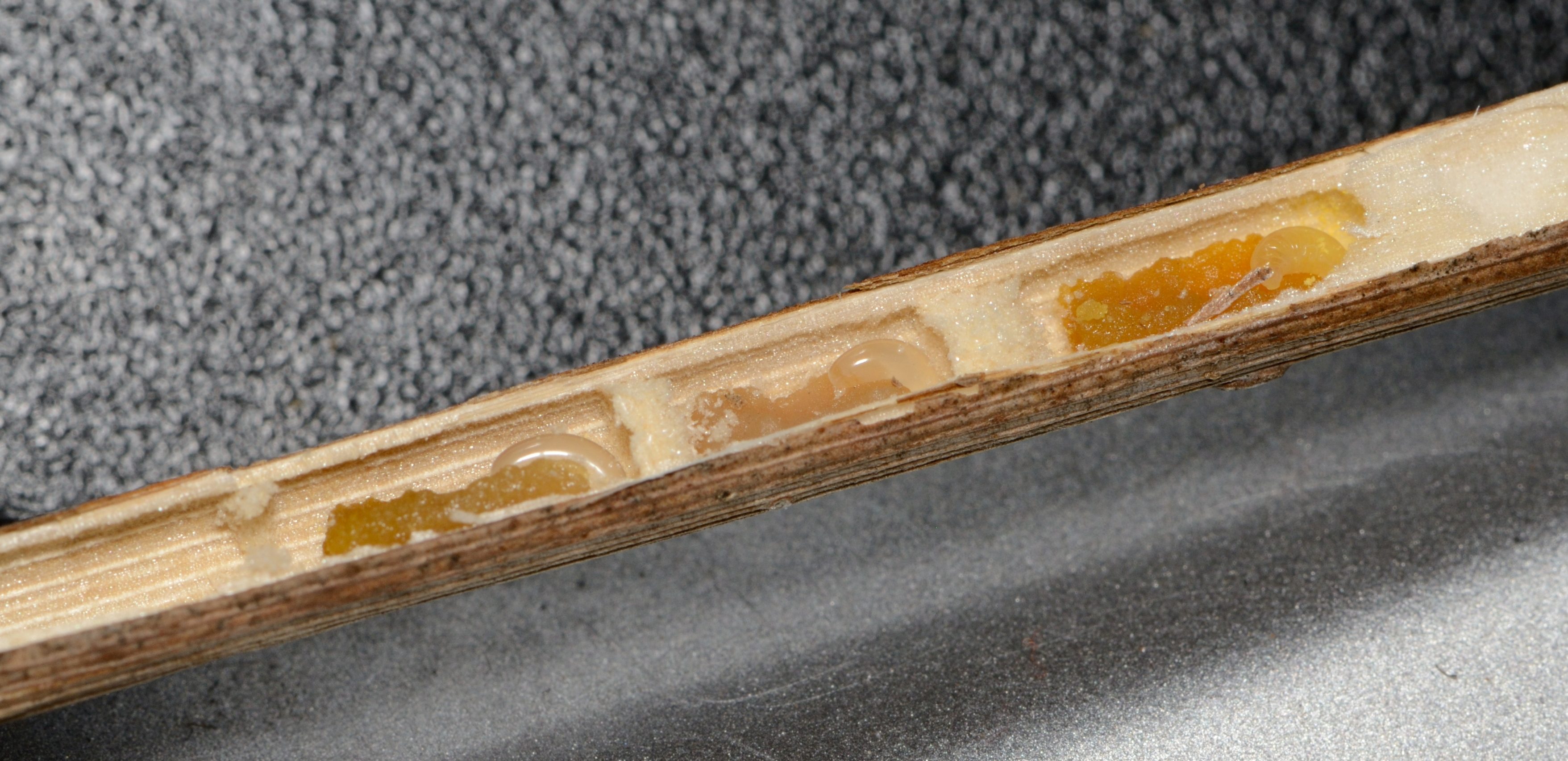
Estructura interior de un nido en hinojo. La cavidad del tallo está dividida en celdillas, cada una con polen y un huevo. Un huevo ya ha eclosionado. Las otras celdillas aun contienen huevos.
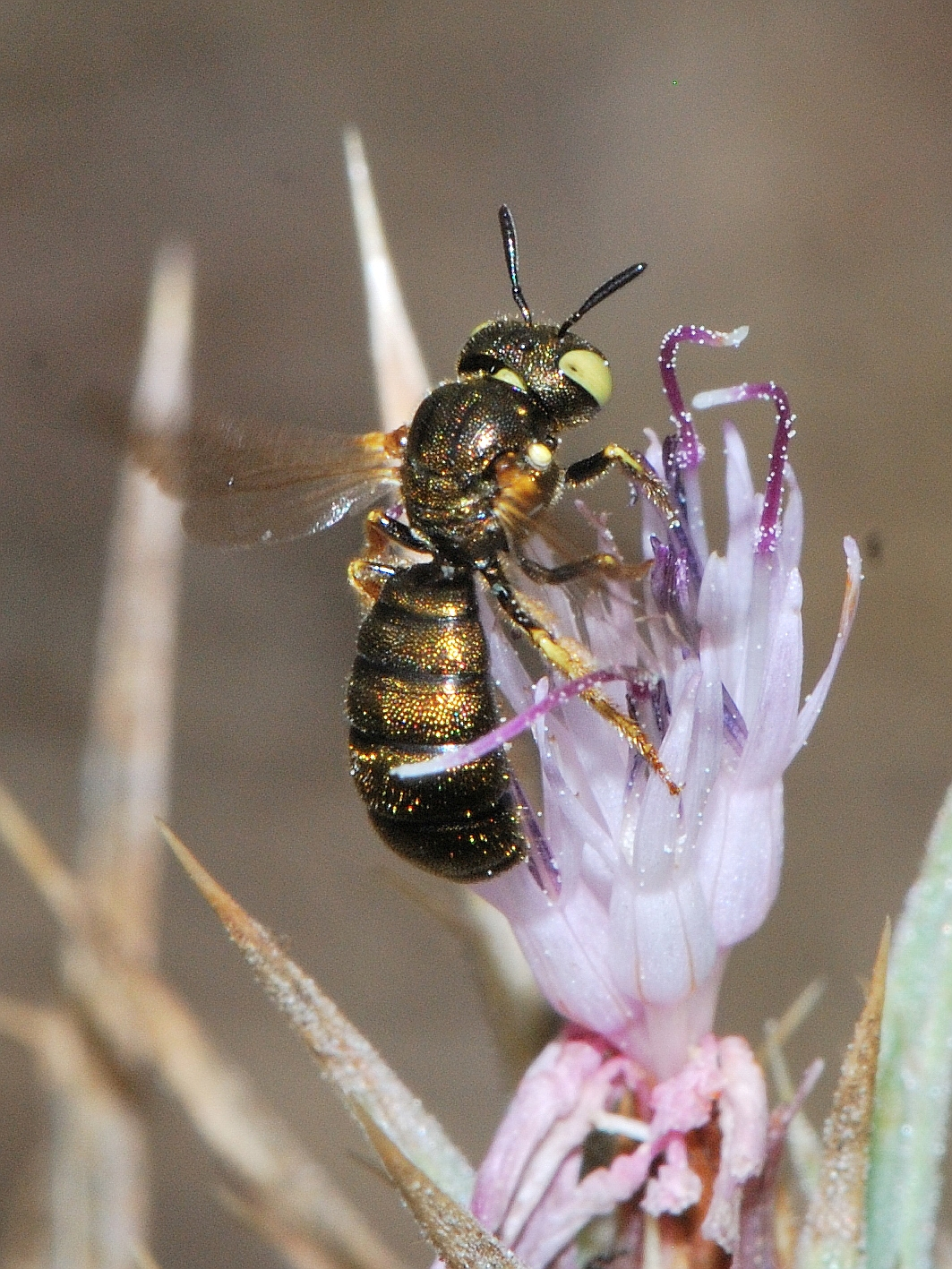
Ceratina bifida
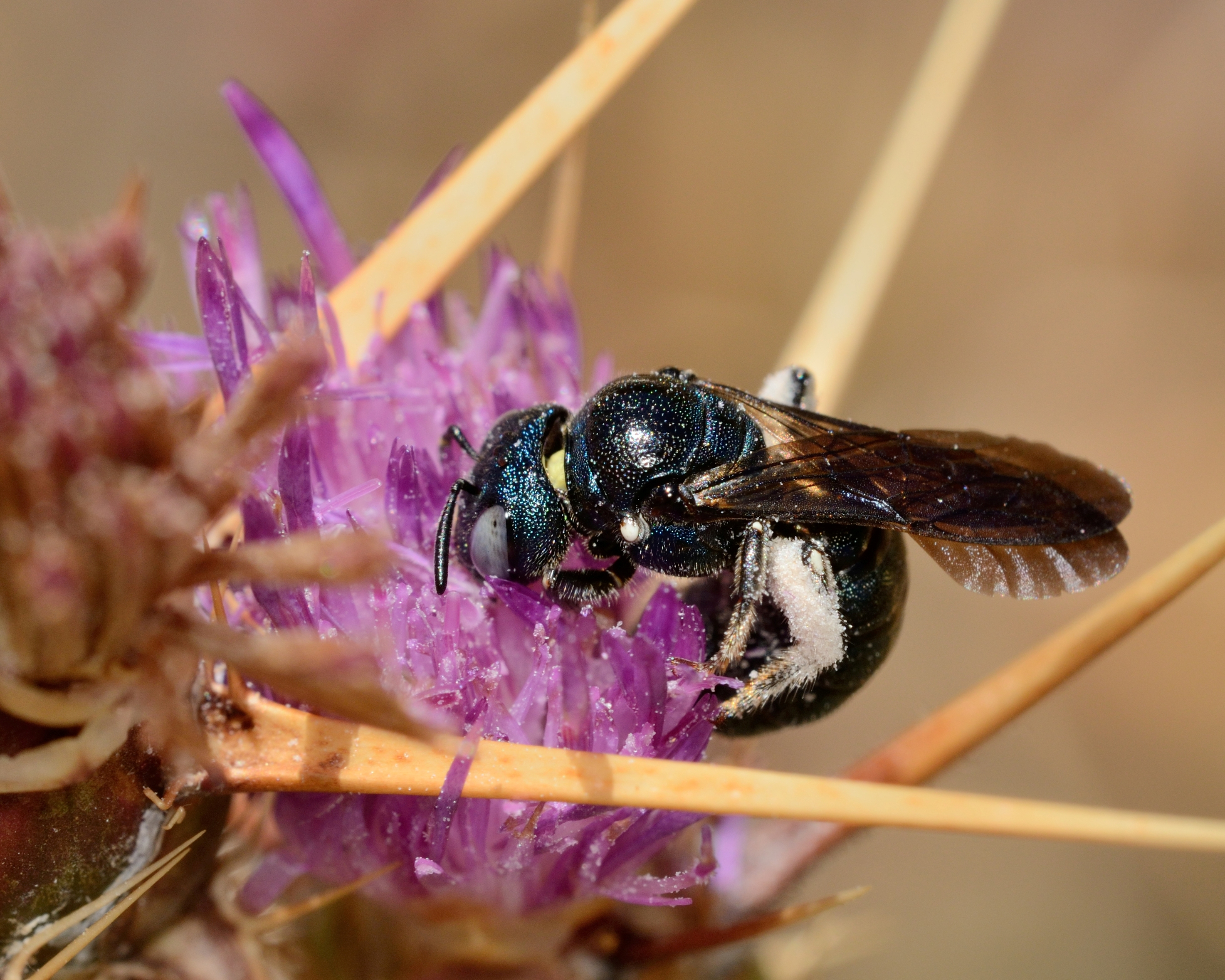
Ceratina chalcites
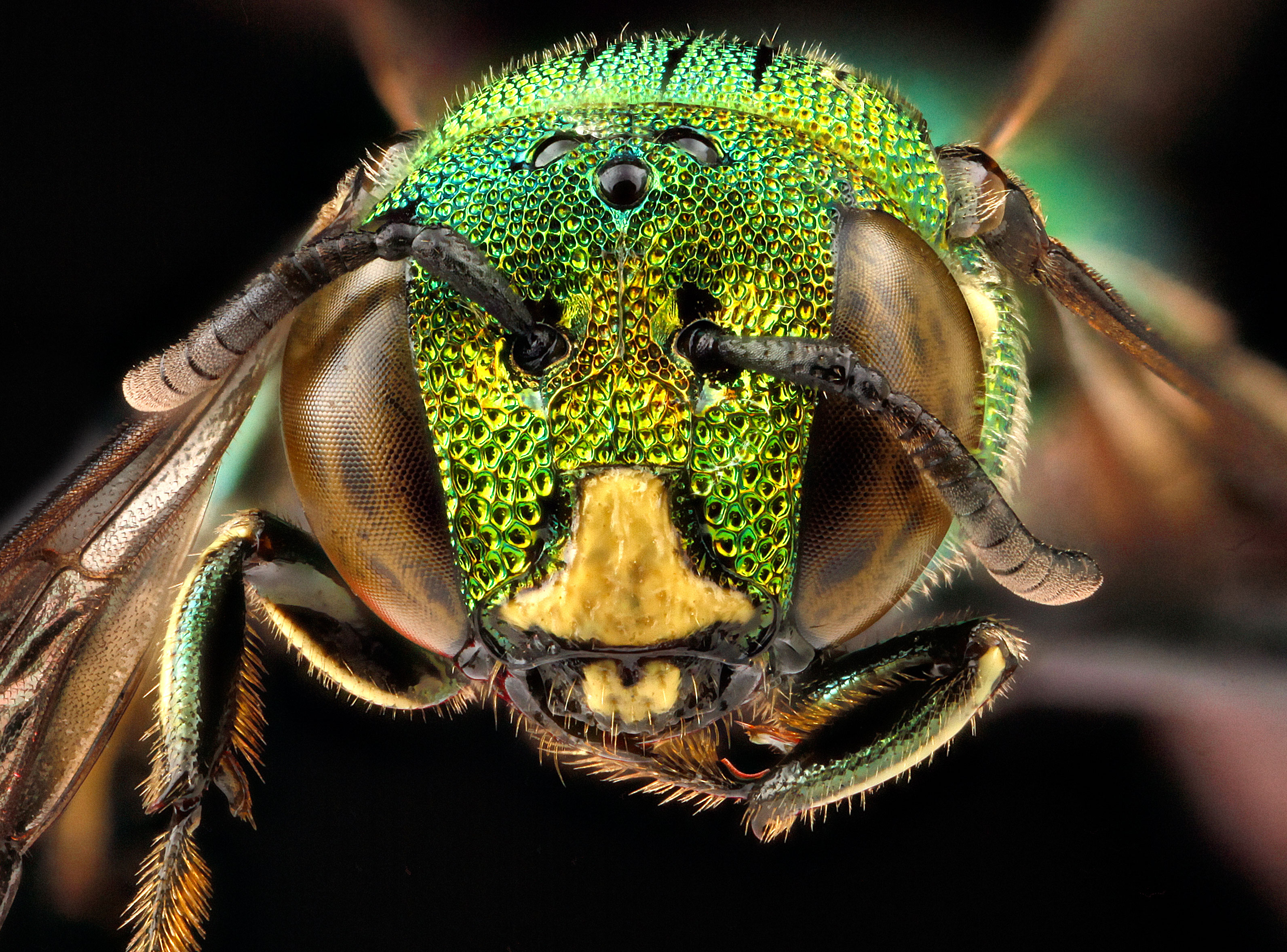
Ceratina smaragdula